# Religiões afro-brasileiras

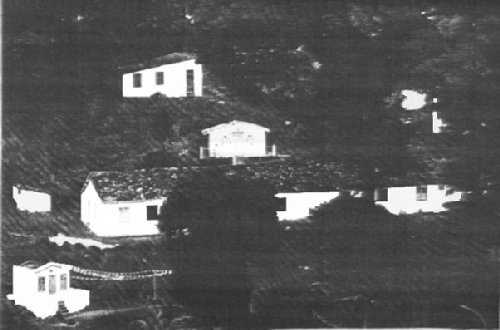
Terreiro da Casa Branca, em Salvador (BA), um dos templos de candomblé mais antigos do Brasil em atividade, fundado na década de 1830.

As religiões afro-brasileiras são aquelas originadas na cultura dos diversos povos africanos trazidos como escravizados ao Brasil entre os séculos XVI e XIX, tendo um importante papel na preservação das tradições culturais dos diferentes grupos étnicos negros (afro-brasileiros). Atualmente, há também um grande número de brancos e outros grupos étnicos praticantes dessas religiões, em especial o candomblé e a umbanda.
Várias religiões afro-brasileiras absorveram, em maior ou menor grau, influências de religiões vindas da Europa, como o catolicismo e o espiritismo, e dos povos ameríndios. Além disso, elas recebem diversas denominações regionais.

## História
Em quatro séculos de tráfico negreiro, cerca de 3,5 milhões de africanos aportaram no Brasil na condição de escravos, o equivalente a 37% do total da população do continente americano. Originários de diversas etnias: iorubás, fons, maís, hauçás, eués, axântis, congos, quimbundos, umbundos, macuas, lundas e diversos outros povos, cada qual possuía sua própria religião e cosmogonia.
As religiões afro-brasileiras formaram-se em diferentes regiões e estados do Brasil e em diferentes momentos da história. Por isso, elas adotam não só diferentes formas rituais e diferentes versões mitológicas derivadas de tradições africanas diversificadas, como também adotam nome próprio diferente. 
Além disso, as religiões tradicionais africanas, bem como o islamismo, dos chamados malês (como os maís e hauçás), entraram em contato e absorveram maiores ou menores quantidades de elementos de religiões indígenas, do Catolicismo e, mais recentemente, da Doutrina Espírita.
Entretanto, podem ser estabelecidas duas linhas principais de religiões africanas que tiveram maior influência no Brasil:
- As religiões dos negros bantos, vindos do sul e oeste da África (Angola, República Democrática do Congo), que originaram diferentes cerimônias celebradas especialmente no Rio de Janeiro (como o candomblé bantu, e a umbanda). São também elementos folclóricos bantos, por exemplo, as festas de bumba-meu-boi, lutas de capoeira, jogos de dança, e o samba;
- As religiões dos negros iorubás e jejes, originados da Costa da Mina (em especial a Nigéria), cuja influência é predominante no Nordeste brasileiro, com os candomblés baianos (como o candomblé Queto e o candomblé jeje).

A organização das religiões negras no Brasil deu-se bastante recentemente. Quando, nas últimas décadas do século XIX, no período final da escravidão, os povos africanos trazidos em levas para o Brasil foram assentados nas cidades, puderam viver com maior contato uns com os outros, num processo de interação e liberdade de movimentos que antes não conheciam. A fixação urbana dos escravizados forneceu as condições favoráveis à sobrevivência de algumas tradições religiosas africanas, com o aparecimento de grupos de culto organizados.

## Estatísticas
Segundo dados do censo oficial do Instituto Brasileiro de Geografia e Estatística de 2010, apenas 0,3% da população brasileira se declarou como adepta de religiões de origem africana. A Região Sul é a que apresenta a maior população relativa (0,6%), enquanto as regiões Norte e Centro-Oeste apresentaram as menores (0,1%).
O censo revelou ainda uma forte concentração de afro-religiosos em municípios do sul do Rio Grande do Sul, na fronteira com o Uruguai, bem como na zona pantaneira do Mato Grosso do Sul, nas zonas metropolitanas de São Paulo e do Rio de Janeiro, no Triângulo Mineiro, no Recôncavo Baiano e nas proximidades da cidade de Codó (Maranhão). Nesses locais, o percentual varia de de 0,6% a 5,9% dos habitantes destes municípios, índices muito acima da média nacional.
Os cinco estados com a maior proporção de afro-religiosos são o Rio de Janeiro (1,61% ), Rio Grande do Sul (0,94%), São Paulo (0,42%), Bahia (0,33%) e Mato Grosso do Sul (0,26%).

## Características

### Crenças
No tocante especificamente ao candomblé, crê-se na sobrevivência da alma após a morte física (os Eguns), e na existência de espíritos ancestrais que, caso divinizados (os Orixás, cultuados coletivamente), não materializam; caso não divinizados (os egunguns), materializam em vestes próprias para estarem em contato com os seus descendentes (os vivos), cantando, falando, dando conselhos e auxiliando espiritualmente a sua comunidade. Observa-se que o conceito de "materialização" no Candomblé, é diferente do de "incorporação" na Umbanda ou na Doutrina Espírita. 
Em princípio os Orixás só se apresentam nas festas e obrigações para dançar e serem homenageados. Não dão consulta ao público assistente, mas podem eventualmente falar com membros da família ou da casa para deixar algum recado para o filho. O normal é os Orixás se expressarem através do jogo de Ifá (oráculo) e merindilogum. 
Dependendo da nação ou linha de candomblé, os candomblés tradicionais não fazem, a princípio, contato com espíritos através da incorporação para consultas, sendo a prática possível, porém não aceita. 
Já o candomblé de caboclo tem uma ligação muito forte com caboclos e exus que incorporam para dar consultas, sendo estes caboclos diferentes daqueles cultuados na umbanda. 
Existem ainda os candomblés cujos pais de santo eram da umbanda e passaram para o candomblé que cultuam paralelamente os Orixás e os guias de umbanda.
No candomblé, todo e qualquer espírito deve ser afastado principalmente na hora da iniciação, para não correr o risco de um deles incorporar na pessoa e se passar por orixá. O iaô recolhido é monitorado dia e noite, recorrendo-se ao Ifá ou jogo de búzios para detectar a sua presença. A cerimônia só ocorre quando este confirma a ausência de eguns no ambiente de recolhimento.
Afastam-se todo e qualquer espírito (egum), ou almas penadas, forças negativas, influências negativas trazidas por pessoas de fora da comunidade. Acredita-se que pessoas trazem consigo boas e más influências, bons e maus acompanhantes (espíritos). Através do jogo de Ifá, poder se determinar se essas influências são de nascimento Odu, de destino ou adquiridas de alguma forma.
Os espíritos são cultuados, nas casas de candomblé, em uma casa em separado, sendo homenageados diariamente, uma vez que, como Exu, são considerados protetores da comunidade.
Existem orixás que já viveram na terra, como Xangô, Oiá, Ogum, Oxóssi. Viveram e morreram. Os que teriam feito parte da criação do mundo teriam se retirado para o Orum, caso de Obatalá e outros chamados Orixá funfum (branco).
Existem as árvores sagradas, que são as mesmas das religiões tradicionais africanas, onde os orixás são cultuados pela comunidade, como é o caso de Irocô, Apaocá, Acocô, e também os orixás individuais de cada pessoa, que são parte do Orixá em si e a ligação da pessoa iniciada com o orixá divinizado, o
Ou seja, numa pessoa que é de Xangô, seu orixá individual seria uma parte daquele Xangô divinizado com todas as suas características ou, como chamam, arquétipo.
Existe muita discussão sobre o assunto: uns dizem que o orixá pessoal é uma manifestação de dentro para fora, do Eu de cada um ligado ao orixá divinizado; outros dizem ser uma incorporação, mas isso é rejeitado por muitos membros do candomblé que justificam que o culto aos egunguns não é de incorporação e sim de materialização. Espíritos (Eguns) são despachados (afastados) antes de toda cerimônia ou iniciação do candomblé.

### Iniciação

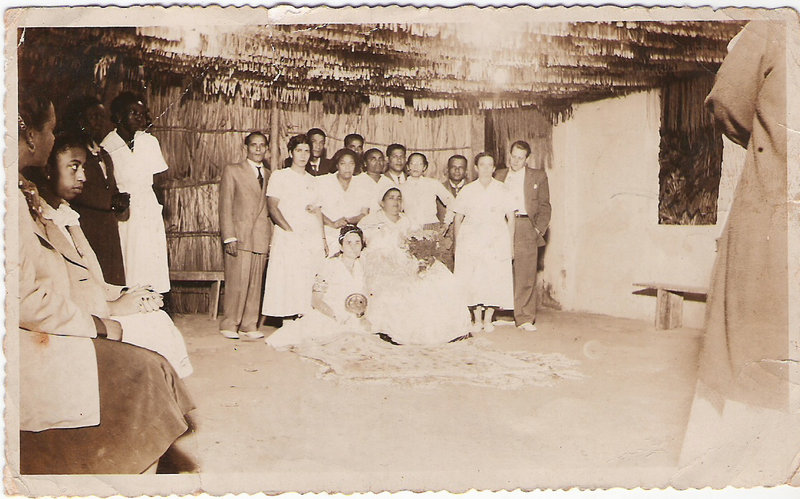
Foto antiga de um ritual de candomblé bantu

Nas religiões afro-brasileiras, vários termos são usados para designar iniciação.
Cada uma das religiões tem seus termos próprios, iniciação, feitura, feitura de santo, raspar santo, são mais usados nos terreiros de candomblé, Candomblé de Caboclo, Cabula, Omolocô, tambor de Mina, Xangô do Nordeste, Xambá, no Batuque usa-se o termo fazer a cabeça ou feitura. No Culto de Ifá e no Culto aos egunguns usam o termo iniciação porém os preceitos são diferentes das outras religiões.
No candomblé o período de iniciação é de, no mínimo, sete anos. Se inserem os rituais de passagem, que indicam os vários procedimentos dentro de um período de reclusão, que geralmente é de 21 dias (podendo chegar a 30 dias dependendo da região), o aprendizado de rezas, cantigas, línguas sagradas, uso das folhas (folhas sagradas), catulagem, raspagem, pintura, imposição do adoxu e apresentação pública. É individual e faz parte dos preceitos de cada pessoa que entra para a religião dos orixás.
No candomblé Jeje, a iniciação ao culto dos voduns é complexa e longa, de, no mínimo, sete anos. O período de reclusão pode chegar a durar um ano, que pode envolver longas caminhadas a santuários e mercados,  dentro do convento ou terreiro humpame, onde os neófitos são submetidos a uma dura rotina de danças, preces, aprendizagem de línguas sagradas e votos de segredo e obediência.
A princípio, nessas cerimônias, tem de haver o desprendimento total. Na iniciação considera-se que é necessário morrer metaforicamente para renascer com outro nome para uma nova vida. No candomblé Queto, há o Oruncó do Orixá (só dito em público no dia do nome). Já no Candomblé bantu, além do nome do inquice (jamais revelado), há também a dijina pela qual será chamado o iniciado pelo resto da vida.
Quando uma pessoa iniciada morre é feito o desligamento do Egum, Invumbe, na cerimônia fúnebre e no Axexê, conhecido pelos nomes de sirrum e zerim, que varia dependendo do grau iniciático do falecido.

### Objetos de culto

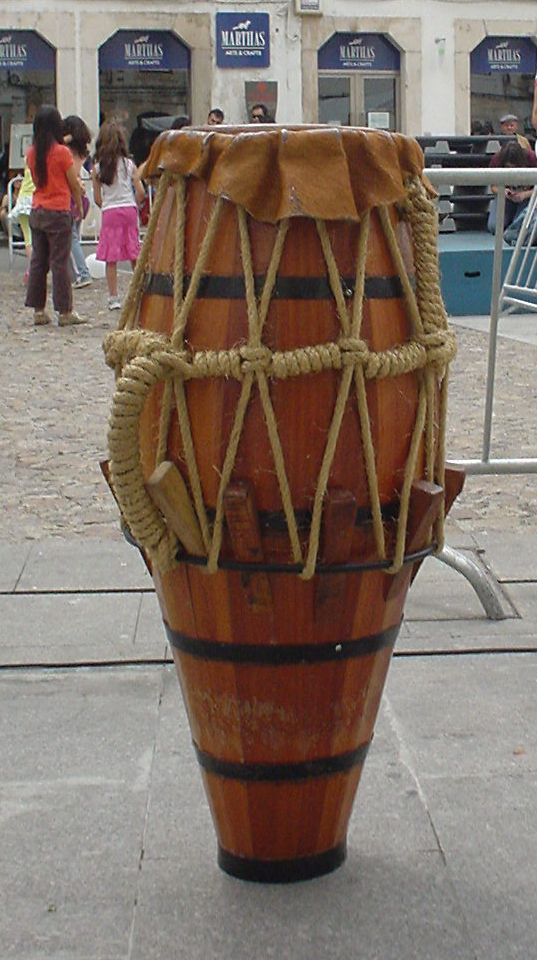
Atabaque de cunha

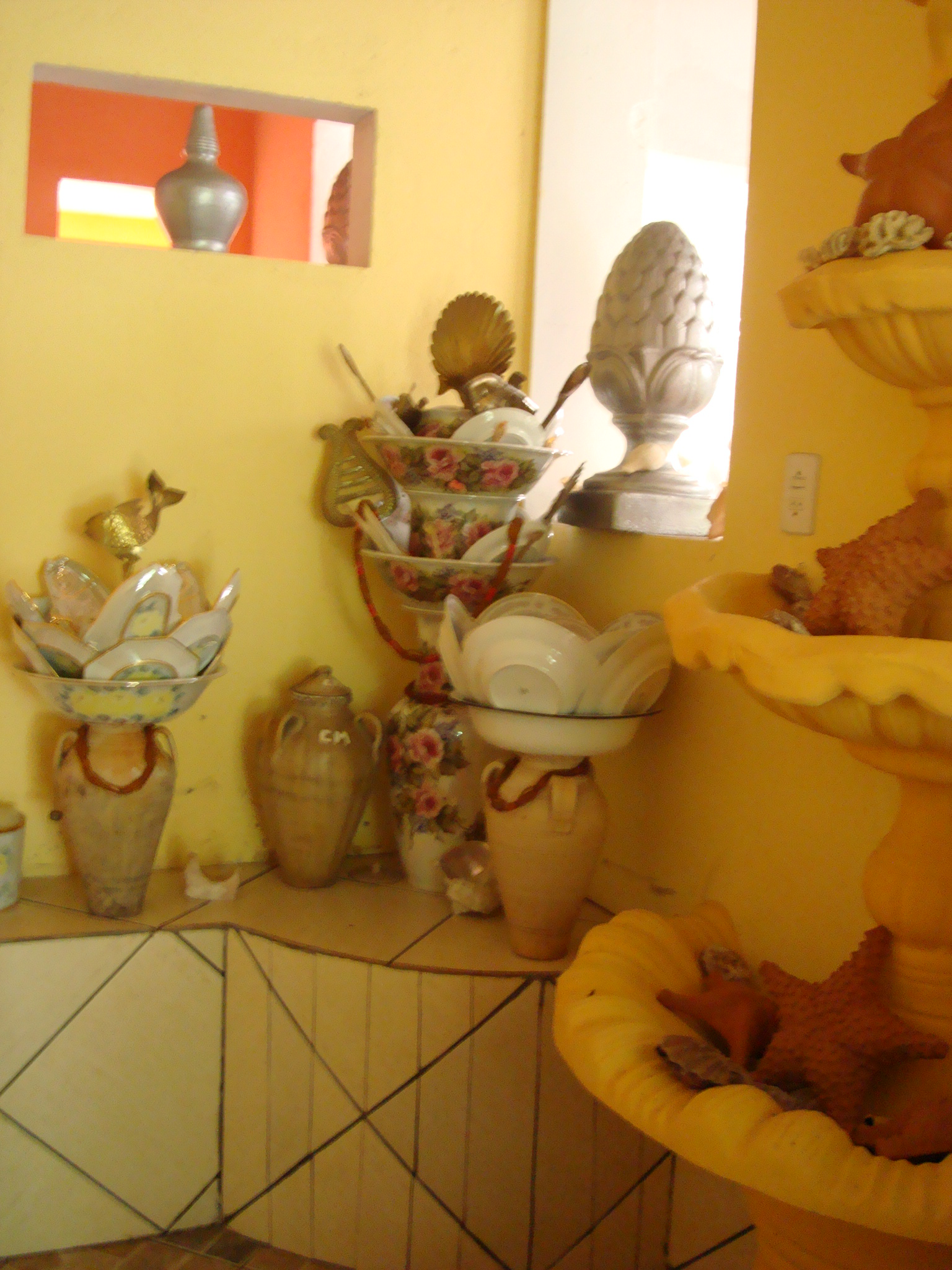
Assentamentos de Oxum

São considerados objetos sagrados de culto nas religiões afro-brasileiras os atabaques, assentamentos, roupas, fio de contas e adereços dos Orixás.

### Sincretismo

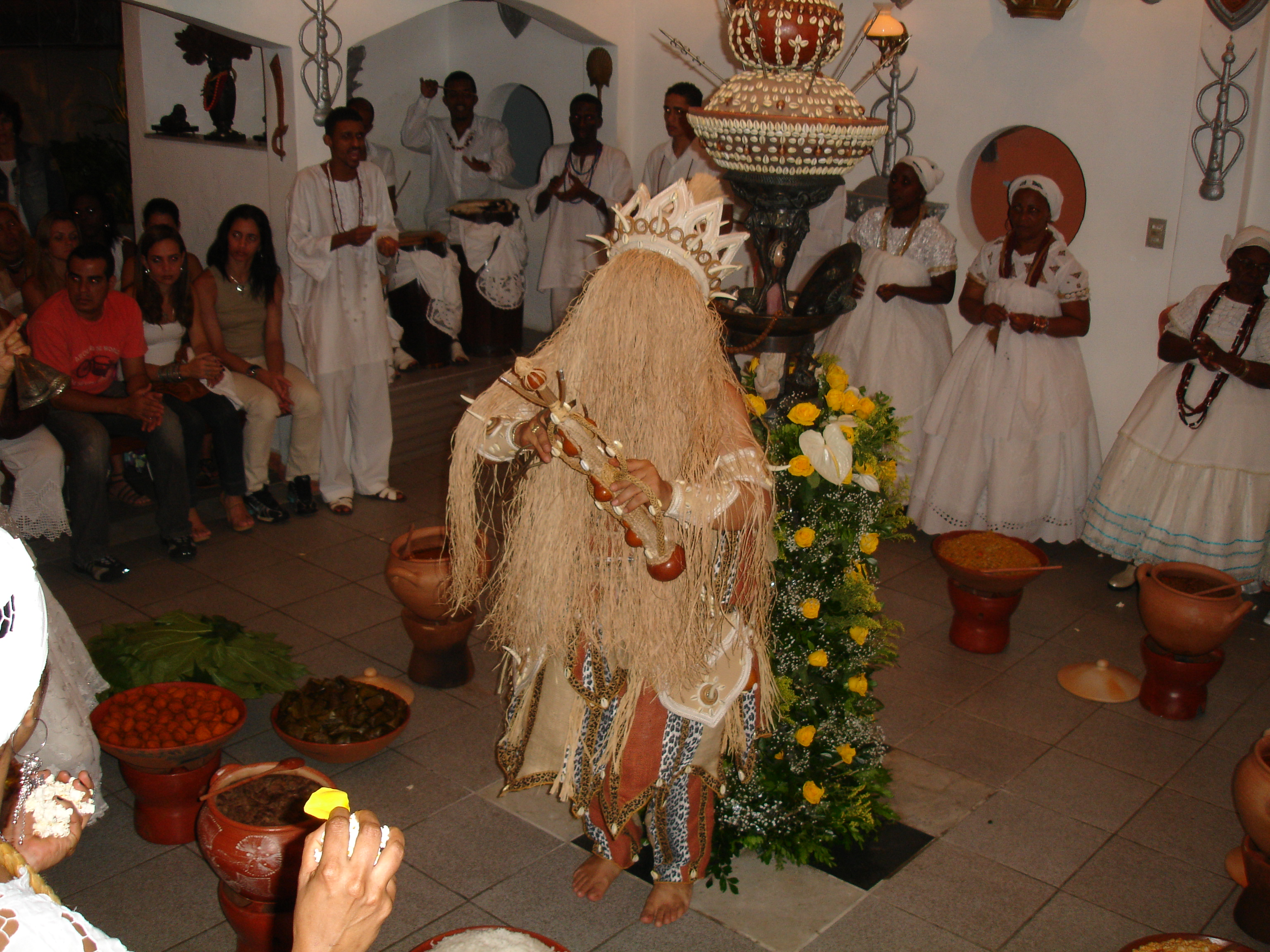
O orixá Obaluaiê (acima) é frequentemente sincretizado com São Lázaro nos candomblés Queto e angola e ambos são associados ao vodum Sapatá no candomblé jeje e no tambor de Mina

Uma característica muito presente nas religiões afro-brasileiras é o sincretismo religioso. Herkowitz (1958, apud HURBON, 1987) utiliza o conceito de reinterpretação para explicar esse fenômeno, o processo pelo qual antigas significações são atribuídas a novos elementos ou novos valores, o que muda a significação cultural das formas antigas". A reinterpretação se faz em função do quadro cultural preexistente e das novas reorientações que ele se dá em presença de situações novas.
No caso da escravidão africana nas Américas, "as antigas significações" se referem à bagagem cultural do povos africanos traficados, que tiveram de se adaptar às "situações novas", ou seja, a negação de suas culturas em terras americanas e a imposição do catolicismo ou do protestantismo, dependendo da região.
Roger Bastide não nega o conceito de reinterpretação de Herkowitz, mas defende que a reinterpretação também está ligada às estruturas e mobilidades sociais. Defende que o fenômeno da reinterpretação está em parte condicionado pela discriminação entre classes sociais e em parte condicionado pela discriminação racial dentro da Igreja (como ocorreu no Brasil). Distingue ainda a aculturação material (com suporte nos conteúdos culturais em contato, onde está inserido o sincretismo religioso) e a aculturação formal (baseada na mudança de mentalidade).
Essas, entre outras hipóteses, explicam como foi possível no Brasil a existência, por exemplo, do culto a Ogum (orixá guerreiro dos iorubás) "disfarçado" de reverência ao guerreiro católico São Jorge da Capadócia. Ou ainda, a correlação entre os santos gêmeos São Cosme e São Damião e os os ibêjis, orixás gêmeos dos iorubás.

### Orixás e santos católicos
O sincretismo dos orixás com os santos católicos pode variar entre Umbanda e Candomblé, bem como de região para região ou de templo para templo.
| Orixá          | Santo católico |
| -------------- | --- |
| Oxalá          | Deus Pai Jesus Cristo (em especial, Senhor do Bonfim)                                                                                                 |

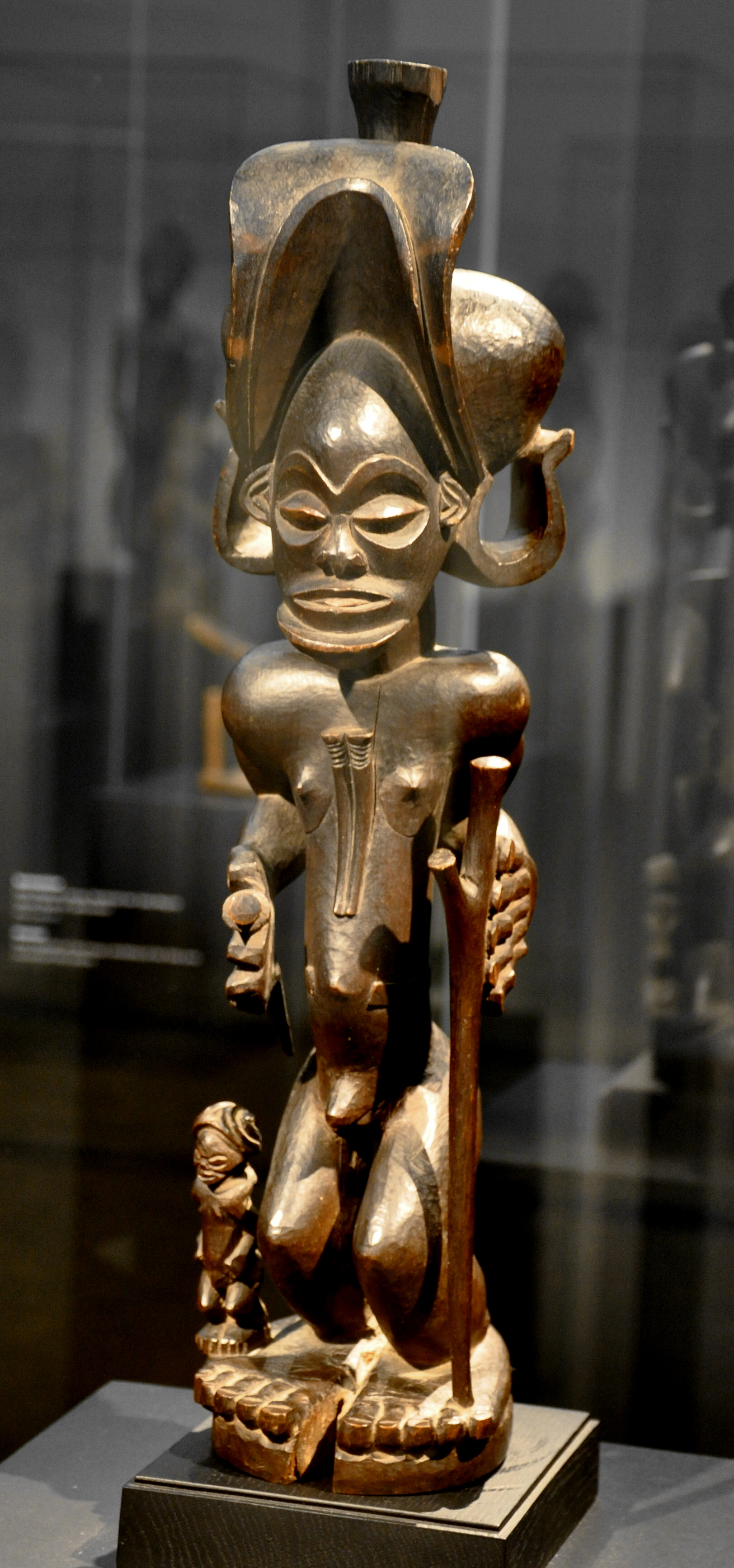
Representação de Chibinda Ilunga, ancestral mítico do povo chócue e divindade do candomblé de Angola

Festa de Ibeji - Sociedade Beneficente Africana São Gerônimo - Porto Alegre

| Xangô          | Moisés Santo Antônio São Jerônimo São João Batista São José São Judas Tadeu São Pedro                                                                 |
| Ogum           | Santo Antônio São Jorge |
| Oxóssi         | São Jorge São Sebastião |
| Oxum           | Nossa Senhora Aparecida Nossa Senhora das Cabeças Nossa Senhora da Conceição Nossa Senhora de Fátima Nossa Senhora de Lourdes Nossa Senhora de Nazaré |
| Iansã          | Santa Bárbara Santa Catarina Santa Joana D'Arc |
| Nanã           | Sant'Ana |
| Iemanjá        | Nossa Senhora das Candeias Nossa Senhora da Conceição Nossa Senhora da Glória Nossa Senhora dos Navegantes                                            |
| Obaluaiê/Omulu | São Lázaro São Roque |
| Exu            | Santo Antônio São Miguel Arcanjo |
| Oxumarê        | São Bartolomeu |
| Obá            | Santa Joana D'Arc |
| Ibejis         | São Cosme e Damião São Crispim e Crispiniano |
| Tempo          | São Lourenço |
| Oçânhim        | São Benedito |
| Euá            | Nossa Senhora das Neves Santa Luzia |
| Orumilá        | Nenhum |

## Principais religiões
As religiões afro-brasileiras possuem diferentes influências e denominações regionais. Dentre as religiões com influência principal das culturas "sudanesas", isto é, dos povos iorubás e jejes, estão:
- Babaçuê
- Batuque
- Candomblé jeje
- Candomblé Queto
- Tambor de Mina
- Xangô

Entre as religiões com influência dos povos bantos (quimbundos), estão:
- Cabula
- Candomblé bantu ou angola
- Candomblé de caboclo
- Catimbó
- Pajelança
- Toré
- Umbanda
- Xambá

Enfim, outras religiões afro-brasileiras:
- Culto aos egunguns
- Encantaria
- Catimbó-jurema de terreiro
- Jarê (Chapada Diamantina)
- Jurema sagrada
- Quimbanda
- Quiumbanda
- Omolocô
- Terecô